# Africa Sports National
Africa Sports National (Africa Sports) este un club ivorian de fotbal din Abidjan. Fondată în 1948, echipa joacă meciurile de acasă pe Stade Robert Champroux.
Africa Sports National este al doilea cel mai de succes club ivorian după ASEC Mimosas. În 1992, la 6 decembrie, a devenit primul club din Coasta de Fildeș ce a câștigat Cupa Cupelor CAF, după ce a învins în finală echipa Vital'O.

## Palmares

### Național
- Campionatul de fotbal din Coasta de Fildeș: 17

1967, 1968, 1971, 1977, 1978, 1982, 1983, 1985, 1986, 1987, 1988, 1989, 1996, 1999, 2007, 2008, 2011
- Cupa Coastei de Fildeș: 17

1961, 1962, 1964, 1977, 1978, 1979, 1981, 1982, 1985, 1986, 1989, 1993, 1998, 2002, 2009, 2015, 2017
- Coupe Houphouët-Boigny: 10

1979 ,1981, 1982, 1986, 1987, 1988, 1989, 1991, 1993, 2003

### Internațional
- Cupa Cupelor CAF: 2

1992, 1999
- Supercupa CAF: 1

1992
- Campionatul Cluburilor Africii de Vest: 3

1985, 1986, 1991
- Cupa Africii de Vest franceze: 1

1958

## Sponsori
| - Teams - ERREA - MOOV - Sotra - Coprim | - Universel Groupe Immobilier - Ivoirienne de Transports Aériens - St Honoré Rhum Royal - O'pure - Tampico |

## Jucători notabili
| - Joseph-Antoine Bell - Emmanuel Kenmogne - Kwame Ayew - Rémi Adiko - Kossi Agassa - Oussou Konan Anicet - Franck Atsou - Patrice Lago Bailly - Yacouba Bamba - Sékou Bamba - Anderson Bankole - Angoua Brou Benjamin - Lacina Dao - Serge Die - Ali Doumouya - Ishmael Dyfan | - Olivier Ottro Gnakabi - Arsene Hobou - Brima Mazolla Kamora - Peter Kaumba - Stephen Keshi - Abdul Kader Keïta - Fadel Keïta - Losseni Komara - Yacouba Komara - Ibrahim Koné - Tiassé Koné - Narcisse Téa Kouyo a.k.a Cercueil ('coffin') - Gnéto Kpassagnon - Georges Lignon Nagueu | - Serge-Alain Liri - Edgar Loué - Rufin Biagné Lué - Serge Alain Maguy - Jonas Meyer - Pascal Miézan - Séry Mogador - Ahmed Ouattara - Macaire Obou - Gabriel Okolossi - Thompson Oliha - Jean Michaël Seri - Ishola Shuaibu - Jean-Jacques Tizié - Ahmed Toure - Eugene Beugré Yago - Rashidi Yekini |

## Antrenori notabili
- Ibrahim Sunday
- Yeo Martial
- Francesco Moriero
- Salvatore Antonio Nobile
- François Zahoui
- Christian Zermatten
- Gianni Bortelleto
- Mamadou Kéita
- Gianni